# A rajongó (film, 1996)
A rajongó (eredeti cím: The Fan) 1996-ban bemutatott amerikai filmthriller, melyet Tony Scott rendezett. A forgatókönyv Peter Abrahams The Fan című regénye alapján készült. A főbb szerepekben Robert De Niro, Wesley Snipes és Ellen Barkin látható.
Az Amerikai Egyesült Államokban 1996. augusztus 16-án mutatták be. Magyarországon 1997. május 1-jén került mozikba. A film anyagi és kritikai szempontból is bukott, mindössze a költségvetés egyharmadát sikerült visszahoznia.

## Cselekmény
|  | Alább a cselekmény részletei következnek! |

Bobby Rayburn (Wesley Snipes), a népszerű baseball-játékos tudja, hogy rendkívül kiterjedt a rajongótábora, de azt álmában sem gondolja, hogy egyikük ölni is képes lenne érte. Pedig egy férfi, Gil Renard (Robert De Niro), az ügynök, aki késeket és tőröket árul, mindig ott van az arctalan tömegben, lelkesen szurkol, követi kedvenc játékosa minden mozdulatát, és mindenáron azt akarja, hogy kedvence legyen mindig a legjobb.
Amikor a játékos másik csapathoz kerül, megszokott sorszámát, a 11-est már viseli valaki, Primo (Benicio del Toro), aki ráadásul még jobban is játszik nála.
Egy betelefonálós rádióműsor összehozza a rajongót és a szeretett játékost, aki azt mondja, hogy szeretne jobban játszani, de pillanatnyilag nem megy neki. A rajongó ezt úgy értelmezi, hogy kedvencét akadályozza valaki, számára nyilvánvalóan az aktuális sztár, Primo. Ezért megkeresi a gőzfürdőben, és dulakodás közben egy tőrrel combon szúrja, Primo elvérzik.
Bobby és a csapat megrendülten emlékeznek a következő meccsen a meggyilkolt csapattársra.
Bobby viselkedése megváltozik ezek után, felszabadultabban játszik, több pontot szerez a csapatnak, mint előzőleg, amikor semmi sem sikerült neki. A rajongó egy „köszönöm”-öt vár tőle, de Bobby nem ismeri őt és mint később kiderül, egyáltalán nem hálás azért, amit a rajongó tett.
Egy nap Bobby 12 éves fia a tengerbe megy szörfözni, Bobby a parton álló házukban van. A fiú egyszer csak bajba kerül, és elmerül a hullámokban. A rajongó azonban a közelben van, mert rendszeresen figyeli őket egy távcsövön keresztül, és megmenti a fiút a fulladástól. Ekkor ismerkedik össze Bobby, a sztár, és ismeretlen rajongója, aki nem az igazi nevén mutatkozik be. Egy kis biliárdozás és sörözés után kimennek a tengerpartra, mert a rajongó azt kéri tőle, hogy dobhasson pár labdát a kedvencének. Beszélgetés közben derül ki, hogy Bobby másképp gondol riválisa halálára, egyáltalán nem örül neki, hogy meghalt. Rájött, hogy a baseball csak egy játék, nem ez a legfontosabb az életében. Ezért játszott jobban, és nem azért, mert Primo már nem volt az útjában. Gil kérdésére válaszolva közli vele, hogy neki a fia a legfontosabb. A rajongó zokon veszi, hogy amit tett, semmit sem ér, annyira, hogy miután elköszönnek egymástól, elrabolja Bobby fiát és elhajt az autójával.
Először egy régi csapattársához megy vele, aki Polaroid képeket készít kettejükről. Baseballozni kezdenek, majd a volt társ menekülésre ösztönzi a fiút. Gil ezért a baseball-ütővel agyba-főbe veri. A fiú nem jut messzire, Gil megtalálja.
Ekkor zsarolni kezdi Bobbyt, de csak annyit kér tőle, hogy csináljon neki egy hazafutást a következő meccsen, ami másnap esedékes, és mondja be a nevét 50 millió néző előtt. Bobby ebbe nehezen egyezik bele, mivel a meccs kimenetele sok mindentől függ, nem ő irányít mindent. Gil azonban ragaszkodik a dologhoz, mást nem is kér.
A másnapi meccsen rosszul alakulnak a dolgok, Bobby rendkívül ideges és elrontja az ütéseket. Eközben Gil felhívja a stadionban a rádióműsor vezetőjét (Ellen Barkin) és elmondja a riporternőnek, hogy „a ma este Bobby Rayburn élete legnevezetesebb napja lesz, mert hálátlan volt, és a hálátlan embereket meg kell leckéztetni”, majd leteszi a kagylót. 
Amikor Bobbynak már csak egy lehetősége van ütni, elered az eső, a játékot felfüggesztik néhány percre.
Eközben Gil beöltözik bírónak, aki a fogójátékos mögött áll, és amikor végre sikerül Bobbynak elütnie a labdát, nem adja meg neki. Bobby vitatkozni kezd vele, majd közelebb menve felismeri és dulakodás kezdődik, amibe sok játékos beavatkozik, mert Bobby elkiáltja magát, hogy „ez volt az a szemét!”. A verekedésben egy ember a földön marad, Gil kezében tőr van, és fegyveres rendőrök veszik körül, Bobby azonban azt kéri tőlük, hogy ne lőjenek, mert Gil még nem mondta el, hol tartja fogva a fiát. Gil dobáshoz készülődik, azonban labda helyett a tőr van a kezében. Mielőtt eldobhatná, több lövéssel lelövik.
Bobby fiát Gil régi ifjúsági stadionjánál találják meg a kivonuló rendőrök. A falakon a Bobbyról szóló újságcikkek, majd Gil fiatalkori érmei, serlegei és fényképei láthatók. Valamikor ő is sikeres ifjúsági bajnok volt.
|  | Itt a vége a cselekmény részletezésének! |

## Szereplők
| Színész             | Szerep                            | Magyar hang        |
| ------------------- | --------------------------------- | ------------------ |
| Robert De Niro      | Gil Renard                        | Reviczky Gábor     |
| Wesley Snipes       | Bobby Rayburn                     | Csuja Imre         |
| Ellen Barkin        | Jewel Stern                       | Farkasinszky Edit  |
| John Leguizamo      | Manny                             | Lippai László      |
| Benicio del Toro    | Juan Primo                        | Viczián Ottó       |
| Patti D'Arbanville  | Ellen Renard, Gil elvált felesége | Menszátor Magdolna |
| Chris Mulkey        | Tim                               | Szerémi Zoltán     |
| Andrew J. Ferchland | Richie Renard, Gil fia            | Szalay Csongor     |
| Brandon Hammond     | Sean Rayburn, Bobby fia           | Előd Álmos         |

## Díjak és jelölések
- San Sebastián-i Nemzetközi Filmfesztivál (1996) – Arany Kagyló díj jelölés: Tony Scott
- MTV Movie Awards (1997) – Leggonoszabb jellem jelölés: Robert De Niro